# Lytrosis sinuosa
Lytrosis sinuosa är en fjärilsart som beskrevs av Frederick H. Rindge 1971. Lytrosis sinuosa ingår i släktet Lytrosis och familjen mätare. Inga underarter finns listade i Catalogue of Life.